# Язидзиду, Христина
Христина Язидзиду (греч. Χριστίνα Γιαζιτζίδου, род.12 октября 1989) — греческая спортсменка, гребец, бронзовый призёр (в команде с Александрой Циаву) Олимпийских игр 2012 в классе парных двоек (лёгкий вес), а также двукратная чемпионка мира (2009, 2011) и трёхкратная чемпионка Европы (2009, 2010, 2011).

## Ранние годы
Христина Язидзиду родилась 12 октября 1989 года в греческом городе Кастория в западной Македонии, где проживает и в настоящее время. Начала заниматься греблей в десятилетнем возрасте, став членом Морского клуба Кастории (греч. Ναυτικού Ομίλου Καστοριάς), который представляет до сих пор.

## Спортивная карьера
Первым крупным соревнованием для Христины стал молодёжный чемпионат мира 2006, проходивший в Бельгии.
С 2009 года спортсменка стала участвовать в турнирах в паре с Александрой Циаву. На чемпионате мира 2009 в Познани девушки выиграли золото. В 2010 году греческий дуэт стал бронзовыми призёрами, а на следующем чемпионате 2011 года в словенском Бледе вновь заняли первое место.
На летних Олимпийских играх 2012 в Лондоне спортсменки заняли третье место, получив бронзовые медали Олимпиады.